# Quatuor à cordes no 10 de Beethoven
Op. 74 « Les Harpes »
Pour les articles homonymes, voir Quatuor à cordes no 10.
Le Quatuor à cordes no 10 en mi bémol majeur, op. 74, de Ludwig van Beethoven, est composé en 1809 et publié en 1810 avec une dédicace au prince Lobkowitz. Les nombreux pizzicati de son premier mouvement lui ont valu le surnom de quatuor « Les Harpes ».

## Présentation de l'œuvre
Composé pendant la cinquième coalition contre la France (Essling, Wagram), le dixième quatuor est contemporain du Cinquième Concerto pour piano et de la Sonate « les adieux » et partage avec ces deux œuvres la tonalité de mi bémol majeur.
L'édition originale, en parties séparées, est assurée à Leipzig par Breitkopf & Härtel en décembre 1810. Le titre est en français : « Quatuor pour deux violons, Viola et Violoncelle. Composé et dédié à son Altesse le Prince régnant de Lobkowitz Duc de Raudnitz par L.v.Beethoven ».

Il comporte quatre mouvements :
1. Poco adagio, à 
, en mi bémol majeur (24 mesures)[4] – Allegro, 4/4, en mi bémol majeur (262 mesures)[4]
2. Adagio ma non troppo, à 
, en la bémol majeur (169 mesures)[4]
3. Presto, à 
, en ut mineur - Più presto quasi prestissimo, à 
, en ut majeur (467 mesures)[4]
4. Allegretto con Variazioni, à 
, en mi bémol majeur (195 mesures)[4]

Dans le troisième mouvement apparaît pour la dernière fois dans l'œuvre de Beethoven la cellule rythmique de la Cinquième symphonie.
Sa durée d’exécution est d'environ 31 minutes.

## Repères discographiques
- Quatuor Busch, 1942 (Sony)[6]
- Quatuor Fine Arts, 1965 (Concert Disc)
- Quatuor Végh, 1974 (Auvidis-Valois)[7]
- Quatuor Alban Berg, 1979 (EMI)[8],[9]
- Quatuor Talich, 1980 (Calliope)[10],[11]
- Quatuor Takács, 2002 (Decca)[12]
- Quatuor Pražák, 2005 (Praga)
- Quatuor Atrium (en), 2008 (Zig-Zag Territoires)[13]
- Quatuor de Tokyo, 2009 (Harmonia Mundi)
- Quatuor Artemis, 2011 (Virgin Classics)[14]
- Quatuor Belcea, 2012 (Zig-Zag Territoires)
- Quatuor Ébène, 2020 (Erato), enregistrement en concert à Melbourne (30 octobre 2019)